# Typ 1-diabetes
Typ 1-diabetes (tidigare kallad insulinkrävande diabetes eller barndiabetes) är en form av sjukdomen diabetes. Denna diabetesform drabbar oftast barn och yngre vuxna, men kan förekomma i alla åldrar. Vanligast är att man insjuknar i tidiga tonåren. Omkring en tiondel av all diabetes är typ 1-diabetes. I Sverige har uppskattningsvis 50 000 personer typ 1-diabetes, varav omkring 7 000 är barn. Vanliga debutsymptom är kraftig trötthet, onormal törst, viktnedgång och muntorrhet.

## Klinisk bild
Sjukdomens orsak är att bukspottkörteln inte kan producera tillräckligt av hormonet insulin på grund av en autoimmun sjukdom som förstör de insulinproducerande betacellerna. Utan insulin kan inte kroppens celler använda sockret (glukos) från födan för att producera kemisk energi (ATP). När insulinhalten i blodet blir för låg så släpps glukosen från blodet inte längre in i kroppens celler. 
När inget socker kommer in till kroppens celler så uppstår glukosbrist i kroppens vävnader. De kommer då att försöka tillgodose sitt energibehov genom att utvinna energi ur fett och protein. Ketogenes är den process genom vilken ketonkroppar eller ketoner produceras som ett resultat av fettsyranedbrytningen. När ketonkropparna bryts ned i levern skapas aceton. När halten av aceton och ketonkroppar stiger i blodet sjunker dess pH-värde. Detta tillstånd kallas ketoacidos. Om ketoacidosen tillåts pågå under lång tid så sjunker blodets pH-värde så mycket att hjärnan påverkas och diabeteskoma kan inträffa. När kroppens fett förbränns som energi leder det till viktnedgång.
Den höga blodsockerhalten i blodet genom osmos drar med sig vätska från kroppens celler. Njurarna utsöndrar glukos på grund av den höga blodsockerhalten vilket också drar med sig vätska vilket i sin tur ökar urinmängden.
Symptomen utvecklas gradvis under en period på fler veckor. Ett av de första symptomen är ofta att urinproduktionen ökar kraftigt (polyuria). Andra sjukdomstecken är onormal törst (polydipsi), muntorrhet, kraftig trötthet, viktnedgång, acetondoftande andedräkt och svårigheter att ackommodera synen för avstånd (problem med avståndsbedömningar).

## Epidemiologi
Det är konstaterat att barn till typ 1-diabetiker löper större risk att drabbas av typ 1-diabetes än barn till föräldrar utan typ 1-diabetes. Risk att ett barn drabbas är 5 procent om ena föräldern har typ 1-diabetes och ökar till 10–20 procent om båda föräldrarna har sjukdomen. Även om risken ökar att man får sjukdomen om ens föräldrar har det är det emellertid så att 9 barn av 10 som får typ 1-diabetes inte har någon nära släkting med sjukdomen. Många miljöfaktorer tros ha en roll i utvecklingen av typ 1-diabetes. Om en enäggstvilling får typ 1-diabetes är risken att den andra drabbas någonstans mellan 20 och 50 procent. Det är ett tecken på att miljöfaktorer spelar en stor roll. Samma siffra för enäggstvillingar med typ 2-diabetes är 90 procent.

## Behandling
Eftersom kroppen slutar tillverka tillräckligt med eget insulin, måste insulin tillföras utifrån. Den drabbade får lära sig att ge sig själv injektioner med insulin, vanligen tre till fem gånger per dygn. Insulinet kan också ges kontinuerligt med en insulinpump. För att bestämma rätt mängd insulin mäts blodsockernivån upp till flera gånger per dygn. Att en person med diabetes inte ska äta socker är en myt, så länge det kompenseras med ökad mängd insulin. För att häva en låg blodsockernivå också kallat hypoglykemi, är i vissa fall socker nödvändigt.
Transplantation av insulinproducerande celler har testats som en potentiell behandlingsmetod för typ 1-diabetes, men har i de flesta fall inte fått någon framgång. Forskning pågår om metoder för att fördröja nerbrytningen av betacellerna, men det finns ännu inga godkända läkemedel för detta.
En vidareutveckling av behandling med insulinpump är konstgjorda system som ska imitera bukspottkörtelns funktion, så kallade konstgjorda bukspottkörtelsystem. I Sverige har SBU konstaterat att blodglukosnivån hos personer med typ 1-diabetes ligger kvar längre inom målintervallet med sådan behandling än med vanlig insulinpump. Tiden i hypoglykemi blir också kortare med konstgjorda bukspottkörtelsystem än med insulinpump. Däremot har ingen skillnad påvisats när det gäller insulinbehov. Konstgjorda bukspottkörtelsystem väntas kosta mer än system som kombinerar kontinuerlig glukosmätning med insulinpump utan automatiserad insulintillförsel. Rådet för nya terapier (NT-rådet) rekommenderade i februari 2018 landstingen att avvakta med att introducera konstgjorda bukspottkörtelsystem tills det finns tillräckligt kunskapsunderlag, inklusive en hälsoekonomisk utvärdering.

## Liknande sjukdomar
LADA (engelska: latent autoimmune diabetes in adults) är en diabetesform som liknar typ 1-diabetes. Även LADA är en autoimmun sjukdom. Den drabbar vuxna och kan ibland förväxlas med typ 2-diabetes. Liksom vid typ 1-diabetes minskar insulinproduktionen, men långsammare än vid typ 1-diabetes. 
Inledningsvis kan LADA ofta behandlas med medicin som sänker blodsockernivån, men efter några år krävs i regel insulininjektioner.